# Antonio Cepparellis byst
Antonio Cepparellis byst är en skulptur, utförd av Giovanni Lorenzo Bernini. Den återfinns i museet vid San Giovanni dei Fiorentini i Rom. Antonio Cepparelli var en förmögen florentinare som levde i Rom och som testamenterade sitt fädernearv till sjukhuset vid San Giovanni dei Fiorentini. Bernini fick därför i uppdrag att skulptera dennes byst.
Enligt stilanalys influerades Bernini av en byst föreställande en medlem ur familjen Aldobrandini i basilikan Santa Maria sopra Minerva. Bysten, som har attribuerats till Ippolito Buzio, utfördes i början av 1600-talet. Bägge bysterna avbildar männen med stramt åtsittande läderjacka och en slängkappa hängd över vänster axel. Vidare har de grunda ögon och något insjunkna kinder.